# Давид Денсік
Карл Давид Себастьян Денсік (швед. Karl David Sebastian Dencik; нар. 31 жовтня 1974, Стокгольм, лен Стокгольм, Швеція) — шведський і данський актор і продюсер.

## Біографія
Батько Давида Денсіка був психологом, мати — кінокритиком; його старший брат Деніел (нар. 1974) — письменник і режисер. Давид з народження жив у Копенгагені, у 1999 року він переїхав у Стокгольм, де навчався в Театральній академії до 2003 року.
Зріст актора — 175 см.

## Кар'єра
Давид грав ролі в Королівському драматичному театрі. Кар'єру в кіно він почав з 1999 року. Давид Денсік брав участь у наступних фільмах і телесеріалах: «Реконструкція», «Вбивство», «Дівчина з татуюванням дракона», «Міленіум», «Борджіа», «Бойовий кінь», «Королівський роман» та ін. Денсік знімається як у шведських, так і в данських і американських фільмах. Співпрацював з кінорежисерами: Стівеном Спілбергом, Девідом Фінчером, Томасом Альфредсоном та ін

## Вибрана фільмографія
| Рік  |   | Українська назва                  | Оригінальна назва               | Роль                      |
| ---- | - | --------------------------------- | ------------------------------- | ------------------------- |
| 2003 | ф | Реконструкція                     | Reconstruction                  | бармен                    |
| 2004 | ф | Вавилонська хвороба               | Babylonsjukan                   | Стефан                    |
| 2007 | с | Вбивство                          | Forbrydelsen                    |                           |
| 2007 | ф | Ерік Ніцше                        | Erik Nietzsche - De unga åren   | Зелько                    |
| 2008 | ф | Кандидат                          | Kandidaten                      | Майкл                     |
| 2009 | ф | Братство                          | Broderskab                      | Джиммі                    |
| 2009 | ф | Дівчина з татуюванням дракона     | Män som hatar kvinnor           | Янне Дальман              |
| 2010 | с | Міленіум                          | Millenium                       | Янне Дальман              |
| 2010 | ф | Роза Морена                       | Rosa Morena                     | Якоб                      |
| 2011 | ф | Шпигун, вийди геть!               | Tinker, Tailor, Soldier, Spy    | Тобі Естерхейз            |
| 2011 | ф | Бойовий кінь                      | War Horse                       | офіцер                    |
| 2011 | ф | Дівчина з татуюванням дракона     | The Girl with the Dragon Tattoo | молодий Морель            |
| 2012 | ф | Агент Гамілтон: В інтересах нації | Hamilton: I nationens intresse  | Томас Тідеман             |
| 2012 | ф | Королівський роман                | En kongelig affære              | Ове Хьоег-Гульдберг       |
| 2013 | с | Борджіа                           | The Borgias                     | кардинал Орсіні           |
| 2013 | ф | Ми - найкращі!                    | Vi är bäst!                     | Папа Клари                |
| 2013 | ф | Готель                            | Hotell                          | Рікард                    |
| 2014 | ф | Мисливці на фазанів               | Fasandræberne                   | Ульрик                    |
| 2014 | ф | Місцевий                          | The Homesman                    | Тор Свендсен, чоловік Гро |
| 2014 | ф | Серена                            | Serena                          | Б'юкенен                  |
| 2015 | ф | Викрадення Фредді Хайнекена       | Kidnapping Freddy Heineken      | Аб Додерер                |
| 2015 | ф | Чоловіки і кури                   | Mænd & høns                     | Габріель                  |
| 2015 | ф | Затемнення                        | Regression                      | Джон Грей                 |
| 2015 | с | Останні пантери                   | The Last Panthers               | Гійом фон Рис             |
| 2016 | ф | Торденшельд і Колд                | Tordenskjold & Kold             | доктор Мабузі             |
| 2016 | ф | Настане день                      | Der kommer en dag               | інспектор Хартманн        |
| 2017 | ф | Сніговик                          | The Snowman                     | Ідар Ветлесен             |
| 2017 | с | Вершина озера                     | Top of the Lake                 | Олександр «Пуссі» Браун   |
| 2018 | с | Макмафія                          | McMafia                         | Борис Годман              |
| 2019 | с | Найбільше                         | Störst av allt                  | Педер Сандер              |
| 2019 | с | Чорнобиль                         | Chernobyl                       | Михайло Горбачов          |
| 2019 | ф | В очікуванні варварів             | Waiting for the Barbarians      | помічник Магістрата       |
| 2019 | ф | Ідеальний пацієнт                 | The Perfect Patient             | Томас Квік                |
| 2021 | ф | 007: Не час помирати              | No Time to Die                  | Волдо Обручев             |
| 2021 | с | Каштановий чоловічок              | Kastanjemanden                  | судмедексперт Симон Генц  |
| 2022 | с | Досьє «Іпкресс»                   | The Ipcress File                | полковник Грегор Сток     |
| 2022 | с | Королівство                       | The Kingdom                     | Боссе                     |

## Особисте життя
Дружина — Софі, юрист за освітою. У 2014 році у них народилася дочка. Давид із сім'єю живе в Копенгагені.

## Нагороди
- 2007: «Роберт» в категорії Найкращий актор у фільмі «Мило» (En såpa[sv], 2006)
- 2010: «Золотий жук» в категорії Найкращий актор другого плану у фільмі «Корнеліс» (Cornelis[sv], 2010)